# アンカラ列車衝突事故

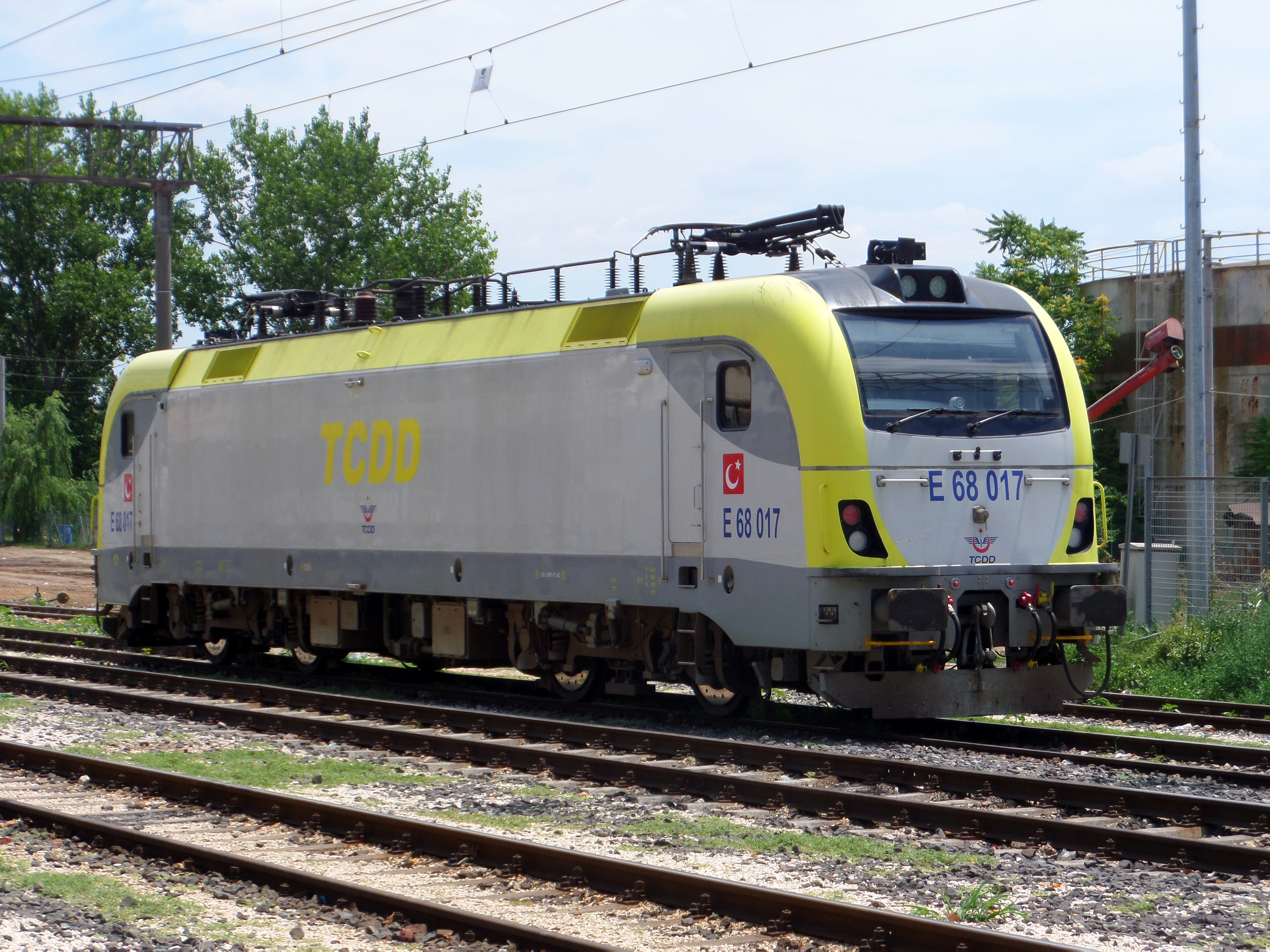
TCDD E68000 - E 68 041 が事故に巻き込まれた(写真は E 68 017)

アンカラ列車衝突事故（アンカラれっしゃしょうとつじこ）は、トルコ現地時間2018年12月13日6時34分（日本時間同日12時34分）にトルコの首都アンカラで発生した列車衝突事故。トルコ国鉄が運営するトルコ高速鉄道のアンカラとイスタンブールを結ぶ路線のマルシャンディズ駅で同じ線路を走っていた線路点検作業中の電気機関車と走行中の高速列車が正面衝突し、高速鉄道の車両2両が脱線した。衝撃で駅の陸橋も崩落し高速鉄道の車両に落下した。高速鉄道の206人の乗客のうち、6人が死亡、84人が負傷し病院に運ばれた。また、点検作業の電気機関車に乗っていた3人の鉄道作業員も死亡した。
衝突したのはシーメンス・モビリティ製造のトルコ国鉄 HT80000系電車と現代ロテムとトルコ機関車エンジン工業（TÜLOMSAŞ）が製造したトルコ国鉄 E68000系電気機関車である。